# Kaštelina (otok)
Kaštelina je otočić uz istočnu obalu Raba, kod mjesta Lopar. Od otoka Raba, točnije od poluotoka koji sa istoka zatvara plažu Livačina, je udaljen oko 100 metara. Oko 20 metara južno je hrid Kaštelina Mala.
Površina otoka je 6431 m2, duljina obalne crte 414 m, a visina oko 6 metara.